# Tarsius lariang
Khỉ lùn Lariang (Danh pháp khoa học: Tarsius lariang) là một loài khỉ lùn (tarsier) thuộc họ Tarsiidae mới được phát hiện và được mô tả gần đây trên phạm vi phân bố ở phần phía tây của lõi trung tâm của đảo Sulawesi. Hiện trạng phân loại (taxon) của loài này dựa vào 06 mẫu vật trong bảo tàng đã biết của loài này, hai trong số đó đã được xác định sai là khỉ lùn hơn trước khi được tái nhận dạng chính xác. Loài này được đặt tên theo tên của con sông Lariang, một dòng sông quan trọng ở Sulawesi, nơi loài này xuất hiện. 

## Đặc điểm
Loài này có lông sậm hơn so với các loài khỉ lùn trên đảo Sulawesi khác chính cơ sở này là một trong những đặc điểm phân loại nó là một loài riêng biệt mà không xếp chung chạ như những loài khỉ lùn khác. Bộ lông lưng có màu nâu xám. Cái đuôi đen và kết thúc bằng một điểm giống bút chì màu. Có một vòng bao quanh như chiếc nhẫn tối màu một rõ ràng rõ ràng quanh cặp mắt của chúng. Ngón tay thứ ba trên bàn tay của chúng rất dài. Đó là loài có tầm vóc lớn thứ hai, lớn hơn khỉ lùn tarsier. Chỉ có loài khỉ lùn lai tạp của Sangihe là lớn hơn. Trọng lượng cơ thể chúng được công bố là lên đến 67 đến 117g.
Cũng giống như tổ tiên của chúng bị mất lớp tapetum lucidum là một lớp tế bào giống như chiếc gương nằm phía sau võng mạc, giúp phản xạ và khuếch đại ánh sáng. Vì thế, để bù đắp cho thiếu sót này, chúng phải phát triển đôi mắt lớn hơn, to gần bằng bộ não của chúng, cho phép chúng quan sát tốt trong đêm, vì đôi mắt quá lớn, nên chúng không thể liếc nhìn được, mà phải xoay cả đầu nếu muốn nhìn một thứ gì đó ở hai bên. Chúng xoay đầu tương tự như loài cú, và có thể xoay được đầu được một vòng 360 độ.